# Abraham Erskine
(Erskine in Captain America - Il primo Vendicatore)
Dr. Abraham Erskine, noto anche con lo pseudonimo di Dr. Josef Reinstein, è un personaggio dei fumetti creato da Joe Simon (testi) e Jack Kirby (disegni), pubblicato dalla Timely Comics (in seguito Marvel Comics). La sua prima apparizione avviene in Captain America Comics (vol. 1) n. 1 (marzo 1941).
Creatore del siero del supersoldato, che ha conferito i suoi poteri a Capitan America, Erskine è stato assassinato prima di poterne trascrivere la formula, il cui segreto è dunque morto con lui difatti, nonostante negli anni numerose menti illustri abbiano tentato di riprodurre il lavoro di Erskine, nessuno ha mai avuto successo.

## Biografia del personaggio

### Origini
Nato a Stoccarda, Germania, da una famiglia di discendenze ebraiche, Abraham Erskine è costretto a fuggire dal suo paese verso la fine degli anni trenta per evitare le persecuzioni dovute alla politica razziale del periodo; grazie all'intervento di due agenti speciali statunitensi, Nick Fury e Red Hargrove, il geniale biochimico inscena la propria morte e si rifugia negli Stati Uniti con l'identità fittizia di Josef Reinstein. Poco dopo lo scoppio della seconda guerra mondiale lo scienziato sviluppa per conto del governo statunitense il siero del supersoldato, un composto chimico la cui somministrazione, combinata a una carica di Vita-Rays, amplifica le capacità umane portandole all'apice della perfezione così da formare un esercito di supersoldati da impiegare contro le Potenze dell'Asse.

### Morte
Per ragioni di sicurezza, Erskine non ha mai trascritto su carta la formula all'infuori di qualche appunto, imparandola a memoria così da non farla cadere in mani nemiche. Nonostante i superiori dello scienziato sperimentino a sua insaputa il siero, non ancora ultimato, sulla giovane recluta Clinton McIntyre provocandone la morte, il primo a beneficiare della formula completa è Steve Rogers, un ragazzo scartato dall'esercito poiché troppo gracile ma determinato a contribuire contro la minaccia nazista che, dopo la somministrazione del siero, si trasforma in un supersoldato fisicamente perfetto.
All'esperimento tuttavia assiste anche una spia nazista che, alla vista del miracoloso risultato, impugna una pistola e spara ad Erskine, il quale muore sul colpo tra le braccia di Rogers che, in seguito, diviene noto al mondo come Capitan America.

### Eredità
Erskine porta con sé nella tomba il segreto della formula miracolosa; difatti nessun altro è mai riuscito a eguagliare il suo genio ricreando perfettamente il siero ed in tutti i successivi tentativi di replica sono stati riscontrati degli effetti collaterali, come nel caso di Isaiah Bradley, il Capitan America Nero e William Burnside, il Capitan America degli anni cinquanta; sebbene molti esperimenti volti a riprodurre il lavoro di Erskine abbiano dato anche risultati positivi portando alla creazione di Luke Cage, Sentry e il Programma Arma Plus.
Alcuni discendenti di Erskine hanno inoltre perfezionato una sua formula volta all'ottenimento di un supersoldato per vie naturali tramite l'adesione sin dall'infanzia ad un rigido regime d'alimentazione, i risultati di tale processo si sono concretizzati nel pronipote dello scienziato, Michael van Patrick (MVP), dotato di capacità fisiche al vertice delle possibilità umane.

## Altre versioni

### Bullet Points
Nella miniserie Bullet Points, il dottor Erskine viene ucciso 24 ore prima di poter somministrare il siero del supersoldato a Steve Rogers, portando alla definitiva chiusura del progetto e spingendo il ragazzo ad assumere invece l'identità di "Iron Man".

### Terra X
Nella miniserie Terra X, il Teschio Rosso rivela a Capitan America che Abraham Erskine era in realtà un membro sotto copertura del partito nazista i cui esperimenti avevano lo scopo di creare l'ariano perfetto coi fondi degli Alleati, motivo per il quale il siero è testato su Rogers, un ragazzo biondo e con gli occhi azzurri che avrebbe poi dovuto venire assassinato da una spia tedesca a esperimento concluso, sebbene poi questa sbagliò mira uccidendo invece lo scienziato. Non è tuttavia chiaro se quanto detto dal Teschio sia vero.

### Ultimate
Nell'universo Ultimate, Abraham Erskine sviluppa il Siero del Super Soldato e si serve di Nick Fury come prima cavia per poi sperimentare la versione definitiva su Steve Rogers (Capitan America) e venire successivamente ucciso da una spia nazista.

### What If?
Il personaggio è stato reinventato in due scenari della serie fuori continuity What If?:
- Nel primo, che immagina cosa sarebbe successo se Erskine non fosse stato assassinato dalla spia nazista e avesse somministrato il siero anche ad altri soggetti, Capitan America combatte la seconda guerra mondiale in testa ad un esercito di supersoldati vincendola nel 1941 e venendo poi nominato presidente[16].
- Nel secondo, che immagina cosa sarebbe successo se, anziché essere ucciso, lo scienziato fosse semplicemente rimasto paralizzato dal proiettile sparatogli, la formula viene distribuita tra la popolazione americana portando a una guerra ideologica tra cittadini potenziati e coloro che si oppongono al processo, I Vendicatori di Iron Man.

## Altri media

### Marvel Cinematic Universe
- Abraham Erskine compare nel film Captain America - Il primo Vendicatore (2011), interpretato da Stanley Tucci.[17][18]
- Il dottor Abraham Erskine compare anche nella serie animata dell'MCU What If...? (2021).

### Televisione
- Il personaggio, chiamato semplicemente "Dottor Reinstein", compare in un episodio della serie animata Spider-Man - L'Uomo Ragno all'interno di un flashback che spiega come il suo siero ha dato origine a Capitan America mentre, un successivo tentativo di riproduzione sufficientemente ben riuscito, al supergruppo dei Sei Guerrieri.
- Abraham Erskine compare in un episodio della serie animata Avengers - I più potenti eroi della Terra, durante una breve sequenza in bianco e nero che mostra le origini di Capitan America.